# Rotacijska ploskev
Rotacíjska plôskev je ploskev, ki nastane z vrtenjem (rotacijo) krivulje v poljubni ravnini (tvorilki) okrog premice (vrtilne osi), ki leži v isti ravnini.
Zgledi ploskev, ki jih tvori premica, so cilindrične in konične ploskve. Krožnica zavrtena okrog komplanarne osi skozi svoje središče, tvori sferno ploskev. Če je os komplanarna in leži zunaj krožnice, nastane toroidna ploskev.